# Alexei Walentinowitsch Tschistjakow

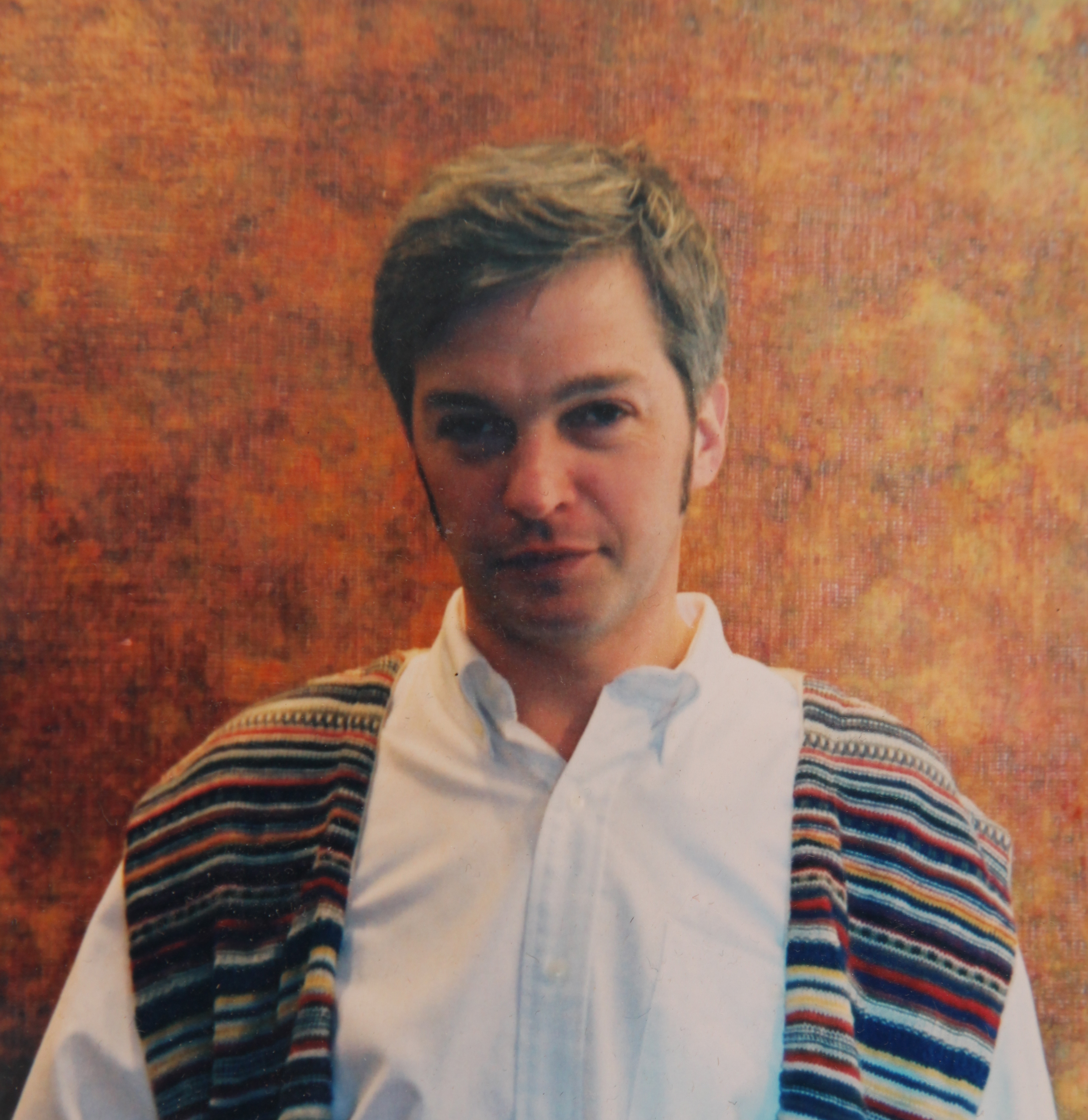
Alexey Chistyakov

Alexei Walentinowitsch Tschistjakow (* 1. Juli 1962, in Leningrad; † 11. September 2012, in St. Petersburg) war ein russischer Maler und Künstler des Abstrakten Expressionismus.

## Biographie
Von 1978 bis 1982 studierte er an der St. Petersburger Tavricheskaya Art School in der Abteilung für Restaurierung. Von 1984 bis 1989 studierte er an der Saint Petersburg Art and Industry Academy an der Fakultät für Textilie.
In den 1980er Jahren arbeitete er als Restaurator im Eremitage Museum. Von 1991 bis 1992 arbeitete er in München, um eine Reihe von Werken für drei Einzelausstellungen in Deutschland und England zu schaffen. Seit 1992 war er Mitglied der Abteilung für Monumentale Malerei der Russischen Künstlergewerkschaft und seit 1993 Mitglied der Partnerschaft für Freie Kultur in Puschkinskaja 10.
Von 1989 bis 2012 befand sich das Atelier des Künstlers im legendären Haus der Künstler an der Puschkinskaja 10 in St. Petersburg. Seine Werke befinden sich in der Sammlung des Russischen Museums und in privaten Sammlungen in Russland, Deutschland, Amerika, Australien und Nepal.
Das kreative Erbe des Künstlers umfasst mehr als 300 Gemälde, hunderte von Skizzen zu den Bildern (in Bleistift und Farbe), innovative Theorien und Maltechniken.
Alexei Chistyakov starb am 11. September 2012 in seiner Wohnung auf der Wassiljewski-Insel in St. Petersburg. Er ist auf dem Smolensker Friedhof in St. Petersburg beigesetzt.

## Ausstellungen
- 1990: Einzelausstellung im Rahmen des Festivals für Sachfilme. „Kinohaus“, Leningrad
- 1991: Persönliche Ausstellung der Malerei. München, Deutschland; Kunstaktionen in England (London, Dorij)
- 1992: Einzelausstellung, Projekt „Rose der Welt“. Rosenheim, Deutschland
- 1994: Einzelausstellung in der „Galerie 21“, Puschkinskaja 10, St. Petersburg
- 1995: „Rückkehr in die Zukunft“, Projekt, Stipendium der Soros Foundation
- 1998: Einzelausstellung „Color Metamorphoses“, Galerie „XXI. Jahrhundert“, St. Petersburg
- 1999: Einzelausstellung „Sommerpraxis“, „Kunst-Polygon“, Puschkinskaja 10, St. Petersburg; präsentiert die moderne Kunst Russlands auf den Auktionen der internationalen Internet-Galerie „ArtLink@SOTHEBY'S“.
- 2000: Gründung und Entwicklung des STRIDGE-Projekts (Modern Technologies of Russian Iconic Painting)
- 2001: Projekt „ОХРА – Zemlya“, Galerie „Navicula Artis“, persönliche Ausstellung im Rahmen des Projekts „Abstraktion in Russland. XX. Jahrhundert“. Staatliches Russisches Museum.
- 2002: Projekt „Körper“, Galerie „Auf Gorochowaja“; Teilnahme am internationalen Festival „Meisterkurs“, Projekte „ОХРА – Erde“, „Körper“, „Manege, St. Petersburg“; „Bilder der letzten Periode aus St. Petersburg, Russland“, USA-Tournee von sieben Künstlern des Vereins „Freie Kultur“.
- 2003: „Time is Life“, Einzelausstellung im Museum of Non-Conformist Art, St. Petersburg; „Art against drugs“, Aktion beim internationalen Musikfestival „Windows Open“, Stadion. Kirov, St. Petersburg; „An der Grenze“, russisch-schwedisch-finnisches Projekt in der Stockfors Gallery, Kotka, Finnland
- 2004: Persönliche Ausstellung von Gemälden in der Galerie Bella Casa, St. Petersburg
- 2005: Gemäldeausstellung, Meisterkurs in Eisberg, Dänemark
- 2007: „Nicht angemeldet“. AL Galerie, St. Petersburg
- 2010: „Zahlen“. AL Galerie, St. Petersburg
- 2013: „Archiv“. AL Gallery, St. Petersburg. Ausstellungsretrospektive. AL Galerie, St. Petersburg

## Links
- Retrospective exhibition. AL Gallery, 2013
- www.alexeychistyakov.com

| Personendaten    | Personendaten                                   |
| ---------------- | ----------------------------------------------- |
| NAME             | Tschistjakow, Alexei Walentinowitsch            |
| KURZBESCHREIBUNG | russischer Maler des abstrakten Expressionismus |
| GEBURTSDATUM     | 1. Juli 1962                                    |
| GEBURTSORT       | Leningrad                                       |
| STERBEDATUM      | 11. September 2012                              |
| STERBEORT        | Sankt Petersburg                                |